# Kader Nemer
Kader Nemer (né le 28 août 1978 dans le Pas-de-Calais) est un metteur en scène, dramaturge et acteur français, également humoriste. Il est notamment connu pour ses comédies populaires comme Je t'aime à l'italienne, sa déclinaison Je t'aime à l'algérienne, jouées pendant sept années consécutives au Festival OFF d'Avignon, et pour la pièce Gueules Noires, coécrite avec Hugues Duquesne.

## Jeunesse et formation
Kader Nemer grandit dans une famille de cinq enfants dans le Pas-de-Calais, où il est le second de quatre frères.

## Carrière

### Je t'aime à l'italienne
En collaboration avec Hugues Duquesne, il coécrit et met en scène la comédie Je t'aime à l'italienne, créée en 2016 au Festival OFF d'Avignon. La pièce rencontre un succès populaire avec plus de 1 000 représentations en France, en Belgique, au Maroc et en Suisse et près de 500 000 spectateurs,. La pièce est aussi adaptée pour le public marocain à Casablanca en 2024, totalisant près de 1 500 représentations.

### Gueules Noires
En 2023 et 2024, Kader Nemer est co-auteur et comédien de la pièce Gueules Noires, mise en scène par Ali Bougheraba et présentée au Théâtre du Roi René lors du Festival OFF d'Avignon. Cette tragicomédie rend hommage aux mineurs du Nord-Pas-de-Calais et interroge la fraternité ouvrière,.